# Tartan (atletica leggera)
Il tartan è un materiale sintetico a base di poliuretano impiegato principalmente come superficie nella pista di atletica leggera. Il prodotto è stato lanciato dall'azienda statunitense 3M.
Garantisce prestazioni migliori rispetto ad altre superfici, e consente di effettuare le gare in caso di pioggia senza che i risultati risentano troppo delle condizioni della pista. Da diversi decenni è una delle superfici più usate nei maggiori impianti sportivi e ha subito nel tempo costanti miglioramenti. Dopo il successo ottenuto dal materiale, il termine tartan è stato erroneamente adottato anche per definire altri materiali sintetici impiegati da altre aziende per realizzare piste di atletica.
Le caratteristiche tecniche del prodotto sono mirate a garantire che l'elasticità della pista faccia rimbalzare il piede dell'atleta, restituendone l'energia ed aumentandone le prestazioni. A tale scopo il tartan non deve essere né troppo duro né troppo soffice. Deve inoltre fornire una presa ottimale delle scarpette, che non devono scivolare, assicurando maggiore spinta e diminuendo il numero delle cadute. Un'altra particolarità consiste nella finitura del tartan: deve smorzare la riflessione dei raggi solari che disturbano la visuale degli atleti.

## Storia
Il tartan fu impiegato per la prima volta in una grande competizione dalla 3M, che lo utilizzò nella realizzazione della pista di atletica per i giochi della XIX Olimpiade, svoltisi a Città del Messico nel 1968. In precedenza era stato adottato un altro materiale adatto alle piste all'aperto, composto principalmente da asfalto e gomma.
Il tartan iniziale fu poi sviluppato anche da altre aziende, in particolare dalla Athletic Polymer Systems, Inc. (APS), i cui tecnici erano stati impiegati dalla 3M e si erano rivelati di fondamentale importanza nelle fasi di progettazione iniziale e sviluppo del materiale. Attualmente la APS è la sola azienda autorizzata alla produzione e alla vendita del prodotto. Nel corso degli anni ne ha migliorato la qualità, rimuovendo dalla formula iniziale il mercurio, che fu largamente impiegato, e ha aumentato l'elasticità e la resistenza agli agenti atmosferici, dopo che i primi impianti subirono precoci deterioramenti.
Attualmente la APS ha in commercio due tipi di tartan, uno chiamato embedded, a grana grossa, che garantisce maggiore elasticità, ed uno chiamato encapsulated, a grana fine, più resistente all'abrasione. Quest'ultimo viene consigliato per gli impianti di atletica leggera al coperto.

## Utilizzo
L'installazione del prodotto prevede la preparazione del terreno ed una serie di procedure che vanno rigidamente rispettate. Il sistema si compone di una serie di strati che vengono posati uno per volta sulla pista. L'azienda procede personalmente alla progettazione della pista ed all'installazione del prodotto, fornisce inoltre consulenza nel caso il committente si affidi ad altri progettisti dell'impianto.
Limitazioni all'utilizzo del tartan vengono oggi poste agli atleti dagli organizzatori delle competizioni atletiche per preservare l'integrità della pista. In particolare sono proibiti chiodi delle scarpe con lunghezza superiore ai 9 mm e l'utilizzo di sabbie o altre polveri, che gli atleti usano ad esempio per segnare il punto di partenza per i salti, i cui granuli potrebbero compromettere la porosità del prodotto.

## Aziende concorrenti
Molte sono le aziende che hanno sviluppato i prodotti poliuretanici e che si sono impossessate di grandi fette del mercato relativo alle piste di atletica.

### Mondo S.p.A.
La Mondo S.p.A. di Alba dal 1992 è la sola fornitrice delle piste di atletica per i Giochi Olimpici. Il quotidiano la Repubblica, commentando gli stupefacenti record sui 100 e 200 metri piani di Usain Bolt alle Olimpiadi di Pechino del 2008 sulle piste Mondo, ha definito queste ultime il "doping tecnologico" dell'atleta giamaicano. Il prodotto utilizzato per la superficie della pista di Pechino, chiamato Mondotrack FTX, è un tappeto prefabbricato che viene installato con particolari accorgimenti. Con la versione aggiornata del Mondotrack impiegata alle Olimpiadi di Londra del 2012, sono stati superati i record del mondo delle staffette 4x100 maschile e femminile e quello maschile degli 800.

### BASF SE
La divisione Conica, stanziata in Svizzera, della tedesca BASF SE, tra gli innumerevoli impianti che ha fornito, ha messo in opera il suo sistema CONIPUR M  sulla pista dell'Olympiastadion di Berlino, sede dei campionati del mondo di atletica leggera 2009. Durante tale evento, Bolt stabilì nuovamente i primati mondiali sui 100 e sui 200 metri piani, infrangendo quelli fissati a Pechino. L'azienda ha installato lo stesso prodotto anche sull'attuale superficie dello stadio Olimpico di Roma. Il CONIPUR M  viene installato ponendo in opera una serie di strati di diversi materiali direttamente sulla pista.